# Scottsboro (Alabama)
Scottsboro város az USA Alabama államában, Jackson megyében, melynek megyeszékhelye is. Lakosainak száma 15 578 fő (2020. április 1.).

## Népesség
A település népességének változása:

| 2010 | 14 770 |
| 2020 | 15 578 |